# Mahleb
Mahleb sau mahlepi este un condiment aromat specific bucătăriei Orientului Mijlociu. Este obținut din semințele unei specii de cireș sălbatic, Prunus mahaleb (vișin turcesc). Sâmburii de cireș sunt crăpați pentru a extrage miezul, care are un diametru de aproximativ 5 mm. Înainte de a fi utilizat, miezul seminței este măcinat până când devine o pulbere. Aroma sa poate fi asemănată cu o combinație de migdale amare și cireșe sau cu marțipanul.
Condimentul este folosit în cantități mici în unele dulciuri și prăjituri.
A fost folosit de-a lungul secolelor în Orientul Mijlociu și în zonele învecinate ca aromatizant pentru preparatele coapte. Rețetele care necesită fructe sau semințe de „ḫalub” datează din Sumerul antic.
În bucătăria grecească, pudra de mahaleb este uneori adăugată în diferite tipuri de pâine și prăjituri preparate de sărbători, cum ar fi christopsomo ( gr: χριστόψωμο ) de Crăciun, vasilopita de Anul Nou și tsoureki împletit de Paște (numit cheoreg în armeană și paskalya çöreği în turcă).
În Egipt, condimentul este folosit într-o pastă cu miere, semințe de susan măcinate și ulei de măsline, amestecul astfel obținut fiind consumat ca desert.